# El coleccionista de grabados (Degas)
El coleccionista de grabados es una pintura de 1866 del artista francés Edgar Degas. Hecha al óleo sobre lienzo, la pintura forma parte de la colección del Museo Metropolitano de Arte.

## Descripción
La pintura muestra a un coleccionista de arte envejecido en su modesta galería. Aparecen en exhibición una serie de litografías baratas y anticuadas acompañadas de arte chino y japonés más valioso. Es una de muchas pinturas de Degas que muestran a personas en el trabajo de una manera que define su carácter.
El trabajo se exhibe en la galería del Museo Metropolitano 815.